# Vincenzo Tommasini (politico)
Vincenzo Tommasini (Roma, 5 maggio 1820 – Roma, 15 maggio 1893) è stato un politico italiano.

## Elezione
Venne eletto deputato alla Camera del Regno per il collegio di Fano nella IX e X legislatura del Regno d'Italia.
- IX: eletto nel ballottaggio del 29 ottobre 1865 con voti 155 su 284 votanti.
- X: eletto nel ballottaggio del 17 marzo 1867 con voti 199 su 211 votanti.

Viene nominato senatore del Regno d'Italia il 29 maggio 1887, carica che ricoprirà sino alla morte.